# 库珀·麦克劳德
库珀·麦克劳德（英語：Cooper McLeod，2001年11月7日—），美国男子速度滑冰运动员，2025年四大洲速度滑冰锦标赛男子短距离团体追逐金牌得主、2025年世界单程距离速度滑冰锦标赛男子500米和男子短距离团体追逐铜牌得主。